# Зубково (село, Новосибірська область)
Зубково (рос. Зубково) — село у Краснозерському районі Новосибірської області Російської Федерації.
Входить до складу муніципального утворення Зубковська сільрада. Населення становить 711 осіб (2010).

## Історія
Згідно із законом від 2 червня 2004 року органом місцевого самоврядування є Зубковська сільрада.

## Населення
| 2002 | 2007 | 2010 |
| ---- | ---- | ---- |
| 881  | ↘786 | ↘711 |